# Nogometna pravila
Nogometna pravila, još poznata i kao nogometni zakoni, pravila su koja pomažu u odigravanju nogometnih utakmica. Svako novo pravilo i izmjenu postojećih mora potvrditi IFAB.

## Trenutna pravila
- 1. pravilo: Igralište
- 2. pravilo: Lopta
- 3. pravilo: Broj igrača na terenu
- 4. pravilo: Oprema igrača i sudaca
- 5. pravilo: Sudac
- 6. pravilo: Pomoćni sudac
- 7. pravilo: Trajanje utakmice
- 8. pravilo: Nastavak igre nakon prekida
- 9. pravilo: Lopta u igri i izvan igre
- 10. pravilo: Način zabijanja golova
- 11. pravilo: Zaleđe
- 12. pravilo: Prekršaji
- 13. pravilo: Slobodan udarac
- 14. pravilo: Jedanaesterac
- 15. pravilo: Aut
- 16. pravilo: Gol-aut
- 17. pravilo: Udarac iz kuta (korner)

## Povijest i razvoj
Za prva nogometna pravila koja je prije izlaganja javnosti odobrio Engleski nogometni savez, zaslužan je Ebenezer Cobb Morley. Taj povijesni datum je 8. prosinca 1863.
IFAB, za kojeg smo već rekli da je zadužan za svaku promjenu pravila, osnovan je 6. prosinca 1882., od strane škotskog, velškog i irskog saveza. Predstavnici ova tri saveza su pozvani u Manchester od strane engleskog saveza da se sva pravila ujedine i da postanu jedinstvena (prije su se, naime, utakmice između dvije države odigravale tako da će momčadi odlučiti po čijim će se pravilima igrati). 
Kada je međunarodno nogometno tijelo FIFA osnovano u Parizu 1904., odmah je obznanjeno da će FIFA koristiti i da priznaje samo IFAB-ova pravila. Kada je to za posljedicu imalo rapidno povećanje popularnosti nogometa diljem svijeta, IFAB je odlučio primiti FIFA-u pod svoje okrilje (1913.). Danas se IFAB sastoji od četiri predstavnika FIFA-e, te jednog od predstavnika svakog saveza unutar Ujedinjenoga Kraljevstva.

## Originalna pravila iz 1863.
Originalna pravila su, kako smo već rekli, napisana u prosincu 1863., a ovo je prijevod originala s engleskog na hrvatski:
1. Maksimalna duljina igrališta treba biti 200 jardi, a maksimalna širina 100 jardi. Duljina i širina trebaju biti označene sa zastavicama. Golove moraju sačinjavati dvije stative međusobno udaljene 8 jardi, i to bez ikakve vrpce ili grede koja ih spaja.
2. Pobjednik bacanja novčića ima izbor strana. Utakmica počinje nakon početnog udarca koji se odvija na sredini igrališta unutar kruga predviđenog za to. Tijekom početnog udarca protivnička momčad ne smije pristupiti na bliže od 10 jardi.
3. Nakon zabijenoga gola, momčad koja je gol primila izvodi loptu s centra, a momčadi trebaju zamijeniti mjesta (!).
4. Gol se zabija nakon što lopta prođe između dvije stative ili iznad stativa po bilo kojoj visini, pod uvjetom da nije bačena rukom, nošena rukom ili ispucana iz ruke.
5. Kada je lopta van granica terena, prvi igrač koji je dotakne mora je ubaciti u teren pod uvjetom da bude izvan granice terena pod pravim kutom od mjesta na kojem je lopta izašla. Ne smije se dodirnuti loptu dok ona ne padne na travu.
6. Kada igrač napuca loptu van granica igrališta, ne smije je više dirati dok se ponovno ne ubaci u igru, niti smije ometati druge igrače da loptu ubace u igru.
7. U slučaju da lopta pređe gol-liniju, a igrač čiji je gol bliži gol-liniji prvi dotakne loptu, netko od njegovih suigrača će biti zadužen da vrati loptu u igru slobodnim udarcem sa suprotnog mjesta od kojeg je lopta izašla iz terena. Ako netko od protivničkih igrača prvi dotakne loptu, netko od njegovih suigrača je mora izvesti s 15 jardi od gola sa suprotnog mjesta na gol-liniji od koje je lopta izašla. Momčad koja se u tom trenutku brani mora stajati iza gol-linije dok netko od protivnika ne dotakne loptu.
8. Ako igrač ima loptu pod kontrolom, dodjeljuje mu se slobodan udarac s mjesta kojeg on označi. Poslije toga se može udaljiti s tog mjesta gdje želi, a nitko od protivnika ne smije napredovati od označenog mjesta prije nego što napadači dotaknu loptu.
9. Nijedan igrač ne smije nositi loptu.
10. Saplitanje ili udaranje nije dozvoljeno, niti se dozvoljava korištenje ruku da se gurne ili zadrži protivnik.
11. Igrač ne smije baciti niti je dodati rukom suigraču ili protivniku.
12. Nijednom igraču nikako nije dozvoljeno pomicanje lopte s tla s rukama dok je lopta u igri.
13. Igraču je dozvoljeno baciti loptu rukom ili je dodati suigraču ako je lopta prešla aut-liniju i izašla iz terena.
14. Nijednom igraču nije dozvoljeno korištenje čepova, željeznih štitnika ili gutta-perche na kopačkama.

## Izmijenjena E. B. Morleyeva pravila
Pravila iz 1863. su predstavljena javnosti u časopisu Bell's Life s laganim izmjenama:
1. Maksimalna duljina igrališta treba biti 200 jardi, a maksimalna širina 100 jardi. Duljina i širina trebaju biti označene sa zastavicama. Golove moraju sačinjavati dvije stative međusobno udaljene 8 jardi, i to bez ikakve vrpce ili grede koja ih spaja.
2. Pobjednik bacanja novčića ima izbor strana. Utakmica počinje nakon početnog udarca koji se odvija na sredini igrališta unutar kruga predviđenog za to. Tijekom početnog udarca protivnička momčad ne smije pristupiti na bliže od 10 jardi.
3. Nakon zabijenoga gola, momčad koja je gol primila izvodi loptu s centra, a momčadi trebaju zamijeniti mjesta.
4. Gol se zabija nakon što lopta prođe između dvije stative ili iznad stativa po bilo kojoj visini, pod uvjetom da nije bačena rukom, nošena rukom ili ispucana iz ruke.
5. Kada je lopta van granica terena, prvi igrač koji je dotakne mora je ubaciti u teren pod uvjetom da bude izvan granice terena pod pravim kutom od mjesta na kojem je lopta izašla. Ne smije se dodirnuti loptu dok ona ne padne na travu.
6. Kada igrač napuca loptu van granica igrališta, ne smije je više dirati dok se ponovno ne ubaci u igru, niti smije ometati druge igrače da loptu ubace u igru.
7. U slučaju da lopta pređe gol-liniju, a igrač čiji je gol bliži gol-liniji prvi dotakne loptu, netko od njegovih suigrača će biti zadužen da vrati loptu u igru slobodnim udarcem sa suprotnog mjesta od kojeg je lopta izašla iz terena. Ako netko od protivničkih igrača prvi dotakne loptu, netko od njegovih suigrača je mora izvesti s 15 jardi od gola sa suprotnog mjesta na gol-liniji od koje je lopta izašla. Momčad koja se u tom trenutku brani mora stajati iza gol-linije dok netko od protivnika ne dotakne loptu.
8. Igraču je dozvoljeno baciti loptu rukom ili je dodati suigraču ako je lopta prešla aut-liniju i izašla iz terena.
9. Nijedan igrač ne smije nositi loptu.
10. Saplitanje ili udaranje nije dozvoljeno, niti se dozvoljava korištenje ruku da se gurne ili zadrži protivnik.
11. Igrač ne smije baciti niti je dodati rukom suigraču ili protivniku.
12. Nijednom igraču nikako nije dozvoljeno pomicanje lopte s tla s rukama dok je lopta u igri.
13. Nijednom igraču nije dozvoljeno korištenje čepova, željeznih štitnika ili gutta-perche na kopačkama.
Na sastanku nogometnih saveza 8. prosinca 1863. dogovoreno je da će John Lillywhite u svom već spomenutom časopisu objaviti pravila po cijeni od jednog šilinga.